# ジャン＝フィリップ・トゥーサン
ジャン＝フィリップ・トゥーサン（Jean-Philippe Toussaint, 1957年11月29日 - ）はベルギー出身のフランスの小説家・映画監督。

## 人物
アラン・ロブ＝グリエの影響を強く受けつつ自らの作風を模索し、デビュー作『浴室』によって一躍フランス文学の重要作家の一人となった。何気ない日常や何も起こらない状況にこだわり、そこからしばしば新鮮な可笑しみや味わいを醸し出す手腕が特に評価されている。特に初期の作品はミニマリズムと形容されることも多い。2005年発表の『逃げる』によってメディシス賞を受賞した。
自作の小説や脚本をもとにして映画の製作も手がけており、その日常を丹念に見つめる手際やユーモアのセンスをフィルムにおいても発揮している。

## 作品

### 小説・エッセイ
- 浴室 (1985年) 日本語版：野崎歓訳、集英社刊（訳者･出版社、以下同）(1989年) ISBN 978-4087731088
- ムッシュー (1986年) 日本語版：(1990年) ISBN 978-4087731255
- カメラ (1988年) 日本語版：(1991年) ISBN 978-4087731415
- ためらい(1991年) 日本語版：(1992年) ISBN 978-4087731637
- テレビジョン (1997年) 日本語版；(1998年) ISBN 978-4087732887
- セルフポートレート (1999年) 日本語版：(2001年) ISBN 978-4087733372
- 愛しあう (2002年) 日本語版：(2003年) ISBN 978-4087733907
- 逃げる (2005年) 日本語版：(2006年) ISBN 978-4087734522
- ジダンの憂鬱 (2006年)
- マリーについての本当の話 (2009年) 日本語版：(2013年)  ISBN 978-4-06-218669-8
- 風景の消滅（「すばる」2021年6月号所収）

### 映画
- ムッシュー (1989年)
- カメラ (1992年)
- ベルリン10時57分 (1994年、トルステン・フィッシャーと共同監督)
- アイスリンク (1999年)